# Digital Dictator
Digital Dictator è il secondo album del gruppo heavy metal statunitense Vicious Rumors.

## Il disco
Il disco, pubblicato nel 1988 da Roadrunner Records per l'Europa e da Shrapnel Records per gli Stati Uniti, contribuì sostanzialmente ad accrescere la fama della band.
Digital Dictator è il primo album inciso dai Vicious Rumors con il cantante Carl Albert ed è generalmente recensito in maniera molto positiva dalla riviste specializzate che, in alcuni casi, lo considerano un classico dell'heavy metal americano.
| Recensione            | Giudizio |
| --------------------- | -------- |
| Rock Hard (periodico) | [ 4 ]    |
| metal.it              | [ 5 ]    |
| metalitalia.com       | [ 6 ]    |

## Tracce
1. Replicant – 1:04 (musica: Dave Starr, Mark McGee) – strumentale
2. Digital Dictator – 3:17 (Dave Starr, Geoff Thorpe, Carl Albert, Mark McGee)
3. Minute to Kill – 3:34 (Geoff Thorpe, Carl Albert, Larry Howe)
4. Towns on Fire – 4:23 (Geoff Thorpe, Larry Howe)
5. Lady Took a Chance – 6:15 (Geoff Thorpe)
6. Worlds and Machines – 5:30 (Geoff Thorpe, Mark McGee, Larry Howe)
7. The Crest – 2:56 (Geoff Thorpe)
8. R.L.H. – 4:00 (Dave Starr, Geoff Thorpe, Mark McGee)
9. Condemned – 3:53 (Geoff Thorpe, Carl Albert, Larry Howe, Mark McGee)
10. Out of the Shadows – 4:09 (Mark McGee, Carl Albert, Geoff Thorpe)

## Formazione
- Carl Albert - voce
- Geoff Thorpe - chitarra, cori
- Mark McGee - chitarra, mandolino, cori
- Dave Starr - basso, cori
- Larry Howe - batteria, cori